# Associazione Calcio Asti T.S.C. 1985-1986
Questa voce raccoglie le informazioni riguardanti l'Associazione Calcio Asti T.S.C. nelle competizioni ufficiali della stagione 1985-1986.

## Rosa
| N. |                   | Ruolo | Calciatore           |  |
| -- | ----------------- | ----- | -------------------- |  |
|    | Italia (bandiera) | C     | Gianfranco Bellacomo |  |
|    | Italia (bandiera) | D     | Daniele Cacciola     |  |
|    | Italia (bandiera) |       | Caffaro              |  |
|    | Italia (bandiera) | C     | Nicola Cassano       |  |
|    | Italia (bandiera) | C     | Alessandro Castagna  |  |
|    | Italia (bandiera) | D     | Giovanni Frenna      |  |
|    | Italia (bandiera) | C     | Sergio Galeazzi      |  |
|    | Italia (bandiera) | D     | Lorenzo Loffredo     |  |
|    | Italia (bandiera) | A     | Domenico Marchese    |  |
|    | Italia (bandiera) | A     | Pasquale Moncada     |  |
|    | Italia (bandiera) |       | Murdocca             |  |

| N. |                   | Ruolo | Calciatore        |
| -- | ----------------- | ----- | ----------------- |
|    | Italia (bandiera) | D     | Stefano Neri      |
|    | Italia (bandiera) | A     | Michele Padovano  |
|    | Italia (bandiera) | D     | Massimo Prevedini |
|    | Italia (bandiera) | P     | Italo Riccarand   |
|    | Italia (bandiera) | A     | Maurizio Rinino   |
|    | Italia (bandiera) | A     | Danilo Rispoli    |
|    | Italia (bandiera) | P     | Diego Rossanino   |
|    | Italia (bandiera) | D     | Flavio Tonetto    |
|    | Italia (bandiera) | C     | Andrea Tronzano   |
|    | Italia (bandiera) | C     | Giorgio Zannino   |